# Домініон Пакистан
Домініон Пакистан (англ. Dominion of Pakistan; офіційно Пакистан) — колишня федеративна держава в Південній Азії, заснована у 1947 році в результаті розділу Британської Індії на два домініони: Індійський Союз і Домініон Пакистан. Домініон Пакистан, що включає сучасні Пакистан і Бангладеш створювався з метою дати власну країну мусульманському населенню Південної Азії. В 1956 році Домініон Пакистан став республікою, Ісламською Республікою Пакистан, а в 1971 в результаті війни за незалежність від нього відокремився Бангладеш.

## Розділ Індії
Згідно з планом Маунтбеттена на місці Британської Індії створювалася держава індусів — Індійський Союз і мусульманська держава Пакистан, їм обом надавалися права британських домініонів. Частина територій була спочатку спірною. Тому питання про входження в одну зі створюваних держав Північно-Західної прикордонної провінції і Силхетського округу Асаму вирішувалося шляхом референдуму, Сінду — шляхом голосування в його законодавчому зборах. Для Пенджабу і Бенгалії питання вирішувалося шляхом роздільного голосування в Законодавчих зборах депутатів від округів з переважно мусульманським населенням і депутатами від округів з переважаючим індуським населенням. Кожному з індійських князівств надавалося право прийняти самостійне рішення про входження в одну з нових держав або ж право залишитися в колишньому статусі.
При першому розділі Пакистан розділювався на такі провінції Східна Бенгалія (Західна Бенгалія лишилася у складі Індії), Західний Педжаб (Східний Педжаб лишився у складі Індії), Белуджистан, Синд та Північно-Західна прикордонна провінція (з квітня 2010 провінція Хайбер-Пахтунхва). В 1948 році до Пакистану приєдналися князівства Бахавалпур, Хайпур, Суат, Дір, Хунза, Хітраль, Макран та Келатське ханство.
Першим генерал-губернатором нової держави — домініону Пакистану став лідер Мусульманської ліги М. А. Джинна. 1 травня 1948 СРСР встановив із Пакистаном дипломатичні відносини. Релігійно-громадський принцип розподілу колишньої Британської Індії обумовив територіальний поділ нової держави Пакистан.
Від епохи британського володарювання Пакистан успадкував відсталу економіку колоніального типу. 90% населення проживало в селі. У 1948 фабрична промисловість дала лише 1,4% національного доходу країни. Сильні позиції в основних галузях економіки займали британські монополії. За рівнем економічного розвитку східна частина Пакистану різко відставала від західної. Головною віссю політичного життя Пакистану стала боротьба за визначення напрямку розвитку країни, темпів і методів проведення реформ, необхідних для ліквідації спадщини колоніального минулого і зміцнення державної незалежності.
Аж до 1954 року в політичному житті Пакистану панувала Мусульманська ліга — діяльність її керівництва була спрямована на зміцнення позицій земельних магнатів Західного Пакистану і великої мусульманської буржуазії (серед якої переважали переселенці з Індії). У 1948—50 були підвищені податки й акцизи, збільшилася земельна рента. Ця політика викликала невдоволення широких верств населення. З кінця 1947 почалося пожвавлення робітничого руху; в 1948 була освічена Комуністична партія Пакистану. Розвернувся хрестовий рух, особливо активний у Східному Пакистані. Заворушення змусили керівні кола ухвалити ряд аграрних законів; у Східному Пакистані держава поступово викупила землі поміщиків, а селяни — спадкові орендарі (Заміндарі) перетворилися на спадкових власників, які виплачують податок державі. У Західному Пакистані спадкові орендарі отримали право викупити свої ділянки; частка поміщиків у врожаї становила 40%. У Східному Пакистані в Сінді, в ПЗПП і Белуджистані з 1948 почав формуватися рух за реорганізацію адміністративно-територіального устрою Пакистану на національно-лінгвістичній основі, надання цим провінціям широкої внутрішньої автономії, виділення їм великих асигнувань на економічні і соціальні потреби, що передбачалося планами економічного розвитку Пакистана (6-річним з 1950; 2-річним — частиною 6-річного з 1951, першим 5-річним — з 1955). Політично активна частина населення Східного Пакистану, Сінда, Белуджистану і ПЗПП домагалася також розширення своєї участі в державному апараті і збройних силах країни.
Невирішеність основних проблем розвитку Пакистану призвела до виходу з Мусульманської ліги широких верств населення, посилення в ній фракційної боротьби і виникнення наприкінці 40-х — на початку 50-х рр. перших опозиційних буржуазно-демократичних партій (Авамі ліг, Азад Пакистан парті та інш.).
Зростання економічних труднощів і вплив британських монополій, викликали невдоволення частини патріотично налаштованого офіцерства. У березні 1951 учасників армійської опозиції було заарештовано (справа про так звану «Змову в Равалпінді»), репресій зазнали також компартія і демократичні організації. Загострилася боротьба в правлячому таборі (навколо проектів конституції Пакистану та інш.). 16 жовтня 1951 було вбито прем'єр-міністра Пакистану Ліаката Алі Хана.
Навесні 1953 в західному Пакистані мали місце криваві антиахмадійські заворушення, які значно підірвали позиції керівних кіл. У Східному Пакистані в грудні 1953 було створено Об'єднаний фронт опозиційних партій, який у березні 1954 завдав нищівної поразки Мусульманській лізі на виборах у Законодавчі збори Східного Пакистану, сформовано уряд Об'єднаного фронту на чолі з А. К. Фазлул Хаком. Щоб зберегти владу, керівні кола Пакистану ввели у Східному Пакистані надзвичайний стан; 30 травня 1954 уряд Об'єднаного фронту було розпущено, 5 липня 1954 заборонено діяльність компартії в Східному Пакистані, 24 липня 1954 — в Західному Пакистані. 24 жовтня 1954 надзвичайний стан введено і в Західному Пакистані В 1954 Пакистан вступив у СЕАТО, в 1955 — в Багдадський пакт (з 1959 — СЕНТО).
Вибори в установчі збори Пакистану (червень 1955) свідчили про подальше зменшення впливу керівних кіл. Щоб утриматися при владі, лідери Мусульманської ліги пішли на деякі поступки бенгальському національному руху — в 1954 бенгальський мову було визнано, нарівні з урду, державною мовою Пакистану. В серпні 1955 було сформовано коаліційний уряд — Мусульманська ліга — Об'єднаний фронт. У жовтні 1955 керівні кола об'єднали території Західного Пакистану з 4 провінцій в одну.
23 березня 1956 році Домініон Пакистан став Ісламською Республікою Пакистан у складі Співдружності Націй, а в 1971 в результаті війни за незалежність від нього відокремилася Східна Бенгалія (Бангладеш).

## Список монархів
| Ім'я                              | Портрет | Герб | Роки правління                 | Примітки                                                                                |
| --------------------------------- | ------- | ---- | ------------------------------ | --------------------------------------------------------------------------------------- |
| Георг VI (англ. George VI)        |         |      | 1936-1952                      | Син Георга V, імператор Індії (до 1947 р.), король Королівств Співдружності та колоній. |
| Єлизавета II (англ. Elizabeth II) |         |      | 6 лютого 1952— 23 березня 1956 | Донька Георга VI, голова Співдружності націй.                                           |